# Spalangiopelta ciliata
Spalangiopelta ciliata är en stekelart som beskrevs av Yoshimoto 1977. Spalangiopelta ciliata ingår i släktet Spalangiopelta och familjen puppglanssteklar. Inga underarter finns listade i Catalogue of Life.